# Élection présidentielle brésilienne de 2006
L'élection présidentielle brésilienne de 2006 est un scrutin à suffrage universel direct visant à élire le président de la république fédérative du Brésil, ainsi que le vice-président, pour un mandat de quatre ans. Elle se tient en deux tours, le 1er et le 29 octobre 2006, et voit la réélection de Luiz Inácio Lula da Silva.

## Modalités
L’élection fait partie des élections générales brésiliennes de 2006, visant à élire président et vice-président du Brésil, gouverneurs des États et membres de la Chambre des députés,

## Candidats
Le premier tour voit s'affronter huit candidats.
Geraldo Alckmin dépose, le 19 septembre 2006, un recours auprès du Tribunal supérieur électoral visant à déclarer Lula inéligible pour avoir « bénéficié d'actes d'abus du pouvoir » dans une affaire dans laquelle deux membres du PT sont arrêtés en septembre 2006 en possession de l'équivalent de 630 000 euros destinés à payer des photos et une vidéo truquées mettant en cause Geraldo Alckmin. L'affaire implique également le ministre de la Justice, Márcio Thomaz Bastos. Mais Geraldo Alckmin est débouté de sa demande.

## Scandale des mensualités
Cette campagne est principalement marquée par la plus grosse affaire de corruption étant jusqu'ici intervenue au Brésil, à savoir le scandale des mensualités, un système de détournement de fonds publics pour l'achat de votes et de soutiens de parlementaires au cours des premières années du gouvernement Lula (entre 2003 et 2005). Le scandale touche l'ensemble la direction du Parti des travailleurs, poussée à la démission, tandis que Lula doit remplacer son ministre des Finances, Antonio Palocci. Le nom de Lula est évoqué, mais il ne sera pas poursuivi pénalement. En 2012, la Cour suprême du Brésil reconnaitra l'existence de ce système et condamnera 25 personnalités liées à des partis de la coalition gouvernementale au pouvoir (dont le chef de cabinet de Lula, un ancien président du Parti des travailleurs, un ancien trésorier du PT) et accusées d'avoir reçu des pots-de-vin en l'échange de leur soutien politique à la gestion de Lula.

## Résultats
|                    |                           |                    | Premier tour | Premier tour | Second tour | Second tour |
| ------------------ | ------------------------- | ------------------ | ------------ | ------------ | ----------- | ----------- |
| Suffrages exprimés | Suffrages exprimés        | Suffrages exprimés | 95 991 277   |              | 95 837 148  |             |
|                    |                           |                    |              |              |             |             |
|                    | Candidat                  | Parti              | Suffrages    | Pourcentage  | Suffrages   | Pourcentage |
|                    | Luiz Inácio Lula da Silva | PT                 | 46 661 414   | 48,61 %      | 58 294 170  | 60,83 %     |
|                    | Geraldo Alckmin           | PSDB               | 39 967 990   | 41,64 %      | 37 542 978  | 39,17 %     |
|                    | Heloísa Helena            | PSOL               | 6 572 400    | 6,85 %       |             |             |
|                    | Cristovam Buarque         | PDT                | 2 537 711    | 2,64 %       |             |             |
|                    | Ana Maria Rangel          | PRP                | 126 404      | 0,13 %       |             |             |
|                    | José Maria Eymael         | PSDC               | 63 294       | 0,07 %       |             |             |
|                    | Luciano Bivar             | PSL                | 62 064       | 0,06 %       |             |             |

Geraldo Alckmin, candidat du Parti de la social-démocratie brésilienne, et Luiz Inácio Lula da Silva, président sortant et candidat du Parti des travailleurs, se qualifient pour le second tour, avec respectivement 41,63 % et 48,60 % des suffrages exprimés. Parmi les candidats éliminés, Heloísa Helena, représentant le Parti socialisme et liberté, scission de l'aile gauche du Parti des travailleurs, arrive en troisième position avec 6,85 % des voix. À l'issue du second tour, un mois plus tard, Luiz Inácio Lula da Silva est réélu à la présidence de la république fédérative du Brésil avec 60,83 % des suffrages exprimés, contre 39,17 % en faveur de son adversaire.
|                                                                                              |  |                                                                                              |
| Candidat arrivé en tête au 1er tour, par État. - Luiz Inácio Lula da Silva - Geraldo Alckmin |  | Candidat arrivé en tête au 2nd tour, par État. - Luiz Inácio Lula da Silva - Geraldo Alckmin |

## Suites
La cérémonie d'investiture du président du Brésil (pt) a eu lieu le 1er janvier 2007.

## Sources
- (pt) Cet article est partiellement ou en totalité issu de l’article de Wikipédia en portugais intitulé « Eleição presidencial no Brasil em 2006 » (voir la liste des auteurs).